# Chris Fuhrman
Chris Fuhrman (Savannah, 17 agosto 1960 – 15 giugno 1991) è stato uno scrittore statunitense.
Nato a Savannah, in Georgia, ha ottenuto la sua laurea magistrale alla Columbia University.

## Il romanzo
Fuhrman, prima di morire di cancro nel 1991, è riuscito a completare il suo unico romanzo, intitolato Vite pericolose di bravi ragazzi.
Parti del romanzo vennero pubblicate nel 1991 dalla rivista Columbia: A Journal of Literature and Art. Nel 1994, la casa editrice della Università della Georgia pubblicò il romanzo per intero.
Nel 2002, questo romanzo venne adattato per il grande schermo: il film, intitolato The Dangerous Lives of Altar Boys, venne diretto da Peter Care e vide tra gli attori e i produttori la star di Hollywood Jodie Foster.

## Opere
- Vite pericolose di bravi ragazzi - ISBN Edizioni, 2013 - traduzione di Clara Ciccioni - ISBN 9788876384493

| Controllo di autorità | VIAF (EN) 79529756 · ISNI (EN) 0000 0000 6695 4801 · LCCN (EN) n93098164 · GND (DE) 123659472X · J9U (EN, HE) 987007296233405171 · NDL (EN, JA) 00838699 |